# سيمون نكولي
كان سيمون تسيكو نكولي (ويكتب أحيانًا سيمون نكودي) (26 نوفمبر 1957-30 نوفمبر 1998) ناشطًا مناهضًا للفصل العنصري، ومناصرًا لحقوق المثليين، ومدافعًا عن حقوق مرضى الإيدز في جنوب أفريقيا. كان ناشطًا في مؤتمر طلاب جنوب أفريقيا، والجبهة الديمقراطية المتحدة، وجمعية المثليين في جنوب أفريقيا، وأُلقي القبض عليه في إطار محاكمة ديلماس بتهمة الخيانة في عام 1984. أُطلِقَ سراحه في عام 1988، وأسس منظمة المثليين والمثليات في ويتووترسراند، ونظم أول مسيرة فخر في جنوب أفريقيا. أثر نشاطه على المؤتمر الوطني الأفريقي لترسيخ حقوق المثليين في دستور جنوب أفريقيا. كان نكولي من أوائل الجنوب أفريقيين الذين كشفوا عن إصابته بمرض الإيدز، وأسس مشروع الإيدز في البلدات. أسس زملاؤه حملة العمل العلاجي بعد وفاته بسبب مضاعفات مرتبطة بالإيدز.

## الحياة الشخصية
كان روي شيبارد، شريك نكولي منذ فترة طويلة، والذي التقى فيه لأول مرة في تجمّع المثليين المسيحيين. تبادل الاثنان الرسائل خلال محاكمة نكولي وسجنه، وساهمت علاقتهما في استمرار نكولي. نُشرت مجموعة من رسائلهما كجزء من أرشيف غالا للمثليين تحت عنوان حتى وقت المحاكمة: رسائل السجن لسيمون نكولي. نُشرت أيضًا مقتطفات من هذه الرسائل في كتاب نعم، أنا كذلك!: كتابات رجال مثليين من جنوب أفريقيا. دخل نكولي في السنوات الخمس الأخيرة من حياته في علاقة مع رودريك شارب.

## الإرث

### حقوق مجتمع الميم ونشطاء مكافحة مرض الإيدز في جنوب أفريقيا
وُصف سجن نكولي وإعلانه عن ميوله الجنسية لاحقًا بأنه «نقطة تحول في السياسة المثلية» في جنوب أفريقيا؛ فقد تحدى مفاهيم أن نشطاء مناهضة الفصل العنصري رجالٌ مغايرون جنسيًا حصرًا، وألزم «نشطاء مناهضة الفصل العنصري بالتفكير في مكانة حقوق المثليين داخل حكومة يقودها حزب المؤتمر الوطني الأفريقي». عبّر عن هذا الصراع بوضوح أحد زملاء نكولي في محاكمة ديلماس، وهو تيرور ليكوتا، حين قال لاحقًا: «كيف يمكننا القول إن رجالًا ونساءً مثل سيمون، الذين بذلوا قصارى جهدهم لإنهاء الفصل العنصري، يجب أن يتعرضوا الآن للتمييز؟».
يُنسب إلى نكولي الفضل في التأثير على موقف حزب المؤتمر الوطني الأفريقي نحو دعم حقوق المثليين بشكل أكبر. ساهم بصفته مثليًا معلنًا وناشطًا مناهضًا للفصل العنصري في ربط الحركتين معًا، قائلًا: «لا يمكنني أن أكون حرًا كرجل أسود إذا لم أكن حرًا كرجل مثلي». ساهم في ضمان حماية حقوق المثليين بشكل صريح في دستور جنوب أفريقيا من خلال عمله مع منظمة المثليين والمثليات في ويتووترسراند.

قارن نكولي تجاربه مع العنصرية بتجاربه مع رهاب المثلية في مقال بعنوان «خزائن الملابس»:
الخزانة التي خرجت منها تشبه خزانة الملابس التي خرج منها والداي بعد أن فتحتها بعد رحيل الشرطة. إذا كنت أسودًا في جنوب أفريقيا، فإن قوانين الفصل العنصري اللاإنسانية تحبسك داخل الخزانة. إذا كنت مثليًا في جنوب أفريقيا، فإن عادات وقوانين هذا المجتمع المعادية للمثليين تحبسك داخل الخزانة. إذا كنت أسودًا ومثليًا في جنوب أفريقيا، حسنًا، فهي في الحقيقة نفس الخزانة، نفس خزانة الملابس. في الداخل ظلام وقمع، وفي الخارج حرية. الأمر بهذه البساطة.
كان نكولي أحد أوائل الرجال المثليين الأفارقة المصابين بالإيدز علنًا، ويُنسب إليه الفضل في التأثير على نشطاء الإيدز للكشف عن حالتهم في محاولة لمكافحة وصمة العار المرتبطة بالمرض. توفي نكولي بسبب عدم توفر علاج فعال للفيروس، عكس زميله الناشط إدوين كاميرون، الذي كان لديه إمكانية الوصول، وبالتالي تمكن من العيش طويلًا مع الفيروس. لاحظ الناشط زاكي أخمات هذا التناقض الطبقي والعرقي في إمكانية الوصول إلى العلاج، وشارك في تأسيس حملة العمل على العلاج بعد وفاة نكولي بفترة وجيزة. نجحت الحملة في الضغط على الحكومة لتوفير العلاج لجنوب أفريقيا الذي لم يتمكن نكولي من الحصول عليه. كتب أخمات في نعيه لنكولي: «تُظهر محاكمة ديلماس للخيانة أن المساواة بين المثليات والمثليين مرتبطة ارتباطًا وثيقًا بالنضال من أجل الخبز والواقي الذكري والحرية في جميع أنحاء العالم!».

### الظهور في وسائل الإعلام
كان نكولي موضوعًا للعديد من الأفلام، ومن ضمنها فيلم جون غريسون بعنوان مثلي يُدعى سيمون (1987)، وفيلم خارج أفريقيا لميلاني تشايت (1989)، وفيلم سيمون وأنا لبيفرلي ديتسي (2002). يتضمن فيلم أشجار التين لغريسون لعام 2009، وهو فيلم يمزج بين الوثائقي والأوبرا يتناول حياة ونضال زاكي أخمات وتيم مكاسكيل، مع إشارات واضحة إلى نشاط نكولي. أصدر الموسيقي المثلي من شعب الكوسيون، ماجولا، أغنية بعنوان «نكولي» ضمن ألبومه بوت/سيسي، في عام 2017؛ وصمم أثي باترا روغا تمثالًا كُتِبَ عليه نموذج مقترح لنصب تسيكو سيمون نكولي التذكاري.
أُنتِجَ عرضين مسرحيين على الأقل تكريمًا لنكولي. ركزت مسرحية لك بحب، سيمون لروبرت كولمان (2003) على سجن نكولي ومئات الرسائل التي كتبها خلال تلك الفترة؛ تميزت المسرحية ببنية مبتكرة، وأُديت بواسطة ممثلَين اثنين، أحدهما أدى دور نكولي نفسه، والآخر أدّى دورًا مركبًا يمثل جميع زملائه البالغ عددهم 21 المتهمين في محاكمة خيانة ديلماس.
عُرضت مسرحية نكولي: أوبرا فوغ لأول مرة في مسرح ماركت بجوهانسبرغ في نوفمبر 2023. بدأ الإنتاج، الذي طُوّر تحت اسم غلو: حياة ومحاكمات سيمون نكولي، في عام 2020 كتعاون ورشة عمل بين الملحن الجنوب أفريقي فيليب ميلر وأعضاء فريق التمثيل ومستشارين مختلفين عرفوا نكولي (من ضمنهم والدته وزميلته الناشطة بيفرلي ديتسي ومحامية الدفاع كارولين هيتون نيكولز). تضمن الإنتاج النهائي الأوبرا والرقص على أنغام الفوغ وجوانب أخرى من ثقافة قاعات الرقص، والهيب هوب، والراب، وأغاني الاحتجاج المناهضة للفصل العنصري وعناصر أخرى. كان العمل من تأليف ميلر والموسيقي الجنوب أفريقي جير، وأخرجه الممثل البريطاني ريكي بيدل بلير.

### الأوسمة
أعلنت عدة مدن أمريكية خلال جولة نكولي الخطابية بعد تبرئته في عام 1989 عن أيام سيمون نكولي، بما في ذلك سان فرانسيسكو، وأتلانتا، ومانهاتن. تحدث نكولي في العام التالي في حفل افتتاح دورة الألعاب المثلية الثالثة في فانكوفر بكندا. مُنح نكولي وفومزيل متيتوا جائزة المساواة لنشاطهما في مجال حقوق المثليين في حفل ستونوول السنوي لجمع التبرعات في قاعة ألبرت الملكية في أكتوبر 1995.
مُنح نكولي في العام الذي تلا وفاته جائزة فيليبا دي سوزا من اللجنة الدولية لحقوق الإنسان للمثليين والمثليات. كُرِّمَ أيضًا خلال مسيرة فخر المثليين التي أسسها في جوهانسبرغ. سُمّيَت زاوية شارع في هيلبرو باسمه، وتحدث شريكه، رودريك شارب، في حفل التكريس.
قدم مركز سيمون نكولي لصحة الرجال خدمات فيروس نقص المناعة البشرية في مستشفى كريس هاني باراغواناث في سويتو في العقد الأول من القرن الحادي والعشرين. أعادت جامعة ستيلينبوش تسمية المبنى الذي يضم مكاتب المساواة والعجز باسم نكولي في اليوم العالمي للإيدز في عام 2017. أقام متحف الجامعة معرضًا عن نكولي بعنوان: «الرؤية الكويرية السوداء: العثور على سيمون» في عام 2019. استضيف المعرض بالاشتراك مع مجموعة سيمون نكولي التي ترعى أيضًا محاضرة سيمون نكولي التذكارية. تتضمن جوائز فيذر السنوية جائزة سيمون نكولي التي تعترف بالأفراد لمساهماتهم في مجتمع الميم، وكان من بين الفائزين ديفيد تلال، وثانديسوا مازواي، وإدوين كاميرون وغلوريا بوسمان.